# Rozporządzenie wykonawcze 13769

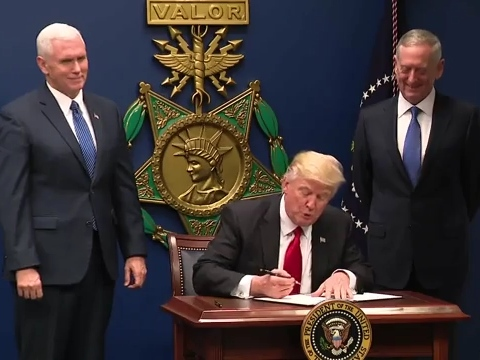
Prezydent Donald Trump podpisuje rozporządzenie w budynku Pentagonu, w towarzystwie wiceprezydenta Mike’a Pence’a (z lewej) oraz sekretarza obrony Jamesa Mattisa

Państwa, których mieszkańców dotyczyło rozporządzenie 13769

Rozporządzenie wykonawcze 13769 (ang.: Executive Order 13769: Protecting the Nation from Foreign Terrorist Entry into the United States) – rozporządzenie wykonawcze, mające w swoim założeniu zapobieganie przenikania do Stanów Zjednoczonych zagranicznych terrorystów, podpisane przez prezydenta Donalda Trumpa 27 stycznia 2017, opublikowane w tym samym dniu w Federal Register i funkcjonujące do 3 lutego 2017. 10 lutego 2017 Sąd Apelacyjny w San Francisco uznał rozporządzenie za niezgodne z konstytucją. W wyniku wprowadzenia dekretu Stany Zjednoczone zawiesiły przyjmowanie uchodźców i imigrantów – z Syrii do odwołania, z innych państw na 120 dni. Ponadto wstrzymane zostało na 90 dni wydawanie wiz amerykańskich obywatelom siedmiu państw muzułmańskich mających problemy z terroryzmem: Syrii, Iraku, Iranu, Jemenu, Libii, Sudanu i Somalii. Rozporządzenie zostało podpisane w budynku Pentagonu i weszło w życie w tym samym dniu.
Wprowadzenie rozporządzenia, było elementem realizowania przedwyborczych obietnic Donalda Trumpa, który podkreślił, że podstawowym celem dekretu jest przeciwdziałanie przenikaniu do Stanów Zjednoczonych radykalnych islamskich terrorystów.
Rozporządzenie nie objęło dyplomatów, pracowników instytucji międzynarodowych oraz osób posiadających drugie obywatelstwo.
Podpisanie dekretu przez Trumpa było szeroko krytykowane zarówno w USA, jak i poza jego granicami – m.in. ze strony Francji, Niemiec, Wielkiej Brytanii, Szwajcarii oraz państw muzułmańskich. Sekretarz generalny ONZ António Guterres wezwał prezydenta Trumpa do uchylenia dekretu. Iran w odpowiedzi wprowadził wizy dla Amerykanów. W Stanach Zjednoczonych działania prezydenta krytykowali zarówno demokraci, jak i niektórzy republikańscy senatorowie – np. John McCain, a także przedstawiciele technologicznych koncernów z Doliny Krzemowej: Facebooka, Apple’a, Microsoftu, Netflixa i Google.
W odpowiedzi na rozporządzenie, następnego dnia na kilkunastu lotniskach w Stanach Zjednoczonych zebrały się grupy od kilkudziesięciu do tysiąca osób protestujących przeciwko wprowadzeniu nowego prawa. W przeprowadzonych w dniach 30–31 stycznia badaniach opinii społecznej 49% Amerykanów popierało wprowadzenie rozporządzenia, przeciwnego zdania było 41% ankietowanych.
Amerykańskie Stowarzyszenie na rzecz Praw Obywatelskich złożyło doniesienie na bezprawność rozporządzenia w sądzie okręgowym w Nowym Jorku, a tamtejsza sędzia Ann Donnelly w trybie pilnym zawiesiła realizację postanowień dekretu, w związku z czym wyłączone zostało jego obowiązywanie w tym stanie. Komentatorzy prasowi wyrazili również wątpliwości, czy rozporządzenie jest legalne w świetle ustawy Immigration and Nationality Act of 1965.
3 lutego 2017 jego wykonywanie zostało czasowo wstrzymane na terenie całego państwa po tym, jak stan Waszyngton zaskarżył rozporządzenie decyzją sędziego federalnego w Seattle Jamesa Robarta. Do zaskarżenia przyłączył się także stan Minnesota. Dzień później, 4 lutego, Qatar Airways wznowiło podróże do Stanów Zjednoczonych. 9 lutego 2017 Sąd Apelacyjny w San Francisco uznał rozporządzenie za niezgodne z konstytucją i podtrzymał decyzję Robarta o wstrzymaniu egzekwowania dekretu.
 